# كتاب العيون
كتاب العيون والحدائق في أخبار الحقائق  هو كتاب تاريخ عربي يغطي تاريخ المسلمين حتى عام 961م. مؤلف العمل مجهول، لكن من المحتمل أن يكون النص قد كُتب في أواخر القرن الحادي عشر.
رُتّبت محتويات كتاب العيون في عهود الخلفاء المتعاقبين وهي مقسمة بشكل فضفاض بطريقة سنوية. يحتوي العمل على مختارات من كتابات الطبري والمسعودي والمسكويه والفرغاني، ولكنه يتضمن أيضًا المواد المفقودة من عدد من المصادر الأخرى، وخاصة المؤلفين المصريين ومؤلفي شمال إفريقيا.
بقي المجلدان الثالث والرابع فقط من هذا العمل الأدبي القيّم. نشر مايكل دي خويه وبيتر دي يونغ عام 1869المجلد الثالث، الذي يغطي الفترة من بداية عهد الخليفة الأموي الوليد بن عبد الملك بن مروان (الحاكم من عام 705-715هـ) حتى وفاة الخليفة العباسي المعتصم (المتوفي 842). نشر عمر السعدي المجلد الرابعفي عام 1972، وبدءًا من الصفحة 47 وما بعدها، وبالتالي يبدأ في عام 870هـ في عهد الخليفة المهتدي (حكم من 869 إلى 870) ، ويستمر حتى عام 961هـ.